# Peter Sollett
Peter Sollett (New York, 1976) è un regista statunitense.

## Filmografia
- Five Feet High and Rising, Cortometraggio (2000) - episodio del DVD "Cinema16: American Short Films" (2006)
- Raising Victor Vargas, Film (2002)
- Nick & Norah - Tutto accadde in una notte (Nick and Norah's Infinite Playlist), Film (2008)
- State of Romance, Serie TV: Stagione I, ep. #01 "Pilota" (2009)
- The Burg, Serie TV: Stagione II, ep. #05 "Change" (2009)
- Freeheld - Amore, giustizia, uguaglianza (Freeheld), Film (2015)
- Vinyl, Serie TV: Stagione I, ep. #05 "He in Racist Fire" (2016)
- Metal Lords (2022)